# 明治頌歌
交響曲「明治頌歌」(こうきょうきょく「めいじしょうか」)は、日本の作曲家、山田耕筰が1921年に作曲した篳篥と管弦楽のための交響曲である。演奏時間は約20分。

## 作曲の経緯と初演
作品は幕末の明治維新を題材とした交響詩的作品として作曲され、初演は1921年5月1日にオリンピック大演奏会において作曲者自身の指揮によって演奏された。

## 編成
篳篥、ピッコロ、フルート2、オーボエ2、クラリネット2、バスクラリネット、ファゴット3、ホルン4、トランペット4、トロンボーン3、チューバ、ティンパニ、スネアドラム、バスドラム、シンバル、トライアングル、タムタム、鈴、タラコン、弦楽合奏

## 出版
自筆譜はすでに失われており、1936年にドイツのベルリンで写本されたスコアを元に1960年に出版されたスコアとパート譜が現存している。また1960年の楽譜に関しても、資料の誤りなどが指摘されている。そうした観点から、1937年の写本と1960年の譜面を参考文献としたスコアが株式会社クラフトーンから出版されている。